# Acerra
Acerra ([aˈtʃɛrra]) je italské město v Kampánii ležící v metropolitním městě Neapol, asi 15 km severovýchodně od Neapole. Leží na pláni Agro Acerrano.

## Historie a současnost
Acerra je jedním z nejstarších měst v regionu. Založili ji pravděpodobně Oskové pod názvem Akeru (latinsky Acerrae). Poprvé se v záznamech objevuje jako samostatné město během velké války Kampánců a Latinů proti Římu; krátce po jejím konci v roce 332 př. n. l. získali Acerští, stejně jako několik dalších kampánských měst, římské občanství „civitas“, ale zprvu bez volebního práva.
Ve druhé punské válce zůstalo město věrné Římu, a proto jej v roce 216 př. n. l. oblehl, dobyl a zpustošil Hannibal. Ale po vyhnání Hannibala z Kampánie se obyvatelé se souhlasem římského senátu vrátili a v roce 210 před naším letopočtem své město postavili znovu. Město později vážně poškodily četné záplavy, takže Plinius je zmiňuje již jen jako řadovou obec.
V roce 826 zde Langobardi postavili hrad, později zničený Bonem Neapolským. V roce 881 město vyplenili Saracéni. Později je vlastnili Normané a měli zde sídlo kraje. Jako součást neapolského království bylo lénem Aquinů, Origliů, Orsiniů del Balzo a od roku 1496 do roku 1812 Cardenasů. Od roku 1927 bylo součástí provincie Terra di Lavoro. 1. října 1943, když bylo město obsazeno silami nacistického Německa, zde Němci zmasakrovali 110 civilistů v jednom z nejkrvavějších masakrů v Kampánii; obětem byl postaven památník.
Dnes je Acerra předměstím Neapole. V letech 1990 až 2000 vypukla ve městě krize v oblasti nakládání s odpady v důsledku nelegálního ukládání odpadů camorrou. Většina odpadu byla uložena v oblasti mezi Acerrou, Nolou a Mariglianem, označované jako „trojúhelník smrti“. Studie Alfreda Mazzy z roku 2004, publikovaná v The Lancet Oncology, odhalila, že úmrtí na rakovinu v této oblasti jsou mnohem vyšší než evropský průměr. V roce 2009 bylo v Aceře dokončeno spalovací zařízení za cenu přes 350 milionů euro. Spalovna zpracuje 600 000 tun odpadu ročně a vyrobí elektrický proud dostačující pro 200 000 domácností.

## Hlavní památky
- Katedrála v Aceře, původně postavená nad starobylým Herkulovým chrámem a přebudovaná v 19. století. Je zde několik barokních maleb ze 17. století. Vedle je biskupský palác.
- Kostel Božího těla (16. století).
- Kostel Annunziata (15. století), s krucifixem z 12. století a Zvěstováním z 15. století připisovaným Dellovi Dellimu.
- Kostel San Pietro (16.–17. století)
- Hrad.
- Archeologická oblast Suessula.